# Cirueña
Cirueña es un municipio de la Comunidad de La Rioja (España) situado al oeste de la misma, a 6 km de su cabecera de comarca, Santo Domingo de la Calzada, comunicados ambos municipios por la carretera LR-204. Hacia el sur se hallan los conjuntos monásticos de San Millán de la Cogolla y la Abadía de Cañas. Conecta con la carretera nacional N-120 entre Logroño y Burgos por la carretera autonómica LR-236.

## Topónimo
Al igual que otros  topónimos de La Rioja, su nombre procede del euskera. Proviene de "Zur" que significa madera o leño y "oin", cuya traducción es pie, base o puntal, al que se añade además el artículo singular -a. De esta manera quedaría en el término primitivo de "Zuroina", que evolucionaría hasta el nombre actual. Como resultado, el topónimo del municipio en su conjunto se traduciría como "la viga". Posiblemente haría referencia a un árbol alto que destacaría por elevarse en algún punto de la zona. Los topónimos con el componente "viga" son habituales en el territorio riojano y de hecho todavía existe este término en el léxico riojano con el significado de "chopo blanco", por lo que parece lógico que Zuroin fuera su equivalente euskérico.
El topónimo aparece en la documentación con las siguientes grafías: Cironia en 972, 1024, 1044, 1173 y 1193, Ceroniam en 1052, Cironiam en 1056, Cyrueina en 1191, Cyronia en 1193, Cirueño en 1277 y Çiruenna en 1287.

## Historia
Una de las primeras referencias de Cirueña aparece el 30 de noviembre de 972, cuando Sancho Garcés II de Pamplona, junto con su hermano Ramiro y la reina Urraca, donó la villa al monasterio de San Andrés de la misma localidad.
El historiador Moret pone en Cirueña el apresemiento en el año 960 del conde castellano Fernán González  por parte del rey García Sánchez IV de Pamplona. También este historiador dice que e rey Don Sancho  de Pamplona fundó el monasterio de San Andrés en la localidad de Cirueña en el año 972.
En el siglo XI (1052), tras la fundación del Monasterio de Santa María la Real de Nájera, García Sánchez III de Navarra, otorgó a esta institución eclesiástica la localidad de Cirueña y todas sus pertenencias.
Cirueña tenía según el historiador Moret un fuero, que se conservaba en el archivo del monasterio de Santa María la Real de Nájera.
En el siglo XII hubo pleitos entre el monasterio de Santa María la Real de Nájera y los obispos de Calahorra, quedando Cirueña para el mencionado monasterio en virtud de una transacción realizada en tiempos de Alfonso VIII.
En el siglo XIV llegó a despoblarse por repetidos desafueros de sus vecinos. Seis vecinos fueron a hablar con el prior del monasterio de Santa María la Real de Nájera explicándole que habían sido habitantes del pueblo, pero lo habían abandonado por repetidos desafueros cometidos contra ellos, pero que si el prior les daba permiso  volverían a habitarlo declarándose sus vasallos. El prior les concedió una licencia para poblarlo, con  una exención de tributos por el plazo de 10 años, lo cual permitió que los habitantes de la misma volvieran a sus casas en 1387.
En un punto entre los años 1790 y 1801 Cirueña se integra en la Real Sociedad Económica de La Rioja, la cual era una de las sociedades de amigos del país fundadas en el siglo XVIII conforme a los ideales de la ilustración.
Pascual Madoz en su Diccionario geográfico-estadístico-histórico de España y sus posesiones de ultramar publicado entre los años 1846 y 1850 afirma que entonces tenía 40 casas y una escuela para ambos sexos a la que acudían unos 40 niños. El pueblo producía trigo, cebada, centeno, avena, judías, habas, cáñamo y hortalizas. Se criaba ganado lanar y se cazaban conejos y perdices. Según cuenta el autor su población era entonces de 26 vecinos y 111 almas.

## Lugares de interés

### Arquitectura religiosa

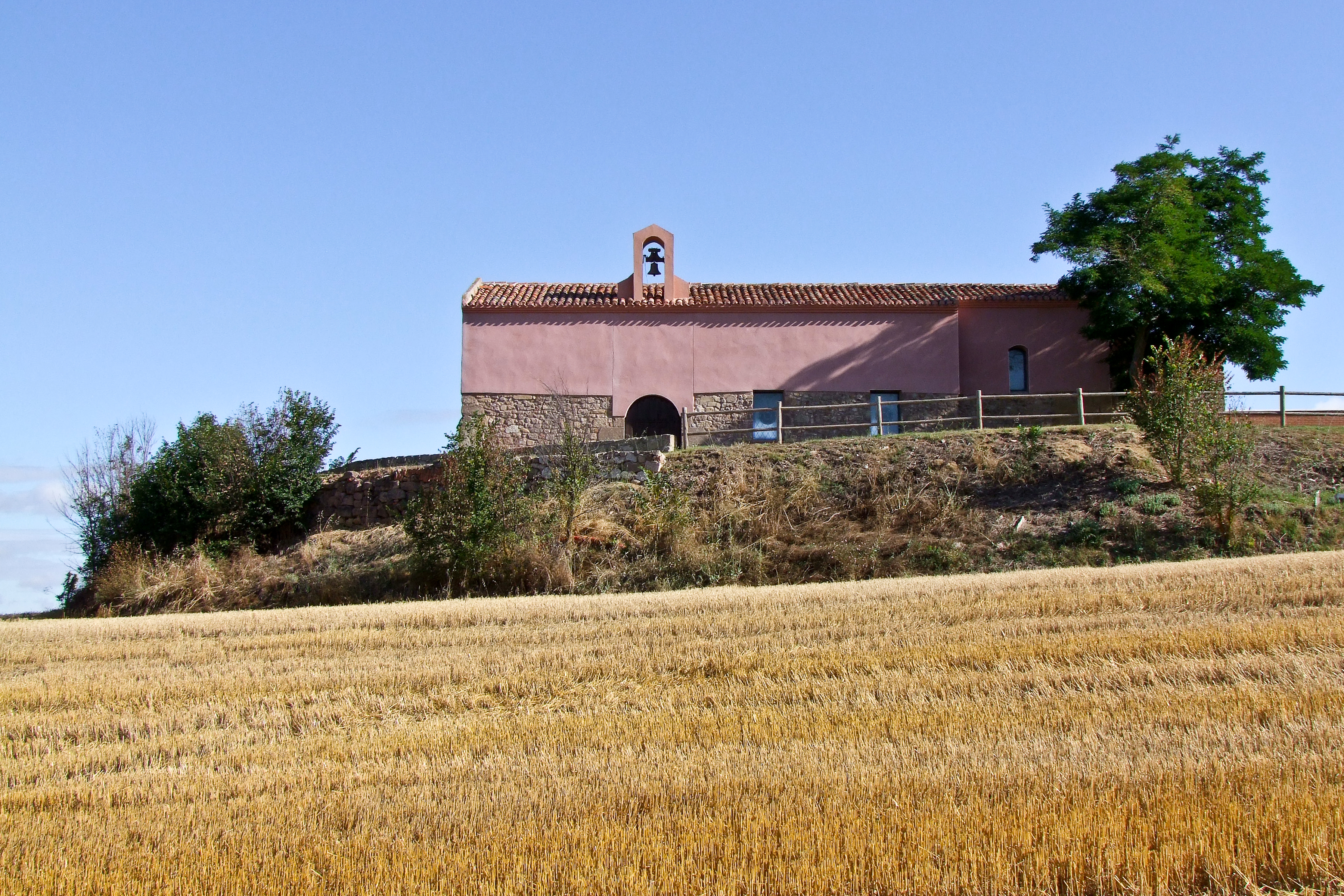
Ermita de la Virgen de los Remedios.

- Ermita Virgen de los Remedios. Edificio de mampostería construido recientemente.
- Iglesia Parroquial de San Andrés. Es otra construcción reciente, ya que data de 1965, sobre la base de un templo prerrománico del siglo X. Está realizada en sillería, mampostería y ladrillo.
- Iglesia Parroquial de San Millán. En Ciriñuela. Su cabecera data del siglo XV, sufriendo remodelaciones posteriores en los siglos XVIII y XIX. Está elaborado en mampostería y sillería, y cuenta con un retablo de estilo rococó del siglo XVIII.

### Lugares de ocio
- Campo de golf. En diciembre de 2003 se inauguró el Campo de Golf Rioja Alta Golf Club, enclavado en la Dehesa de Cirueña, que constituye un gran atractivo turístico para la zona, además de la urbanización anexa al mismo.

## Geografía humana

### Demografía
Cuenta con una población de 193 habitantes (INE 2024).
| Gráfica de evolución demográfica de Cirueña entre 1842 y 2021 |
| |
| Población de derecho según los censos de población del INE Población de hecho según los censos de población del INEEntre el censo de 1857 y el anterior, crece el término del municipio porque incorpora a 265001 (Ciriñuela) |

### Población por núcleos
Desglose de población según el Padrón Continuo por Unidad Poblacional del INE.
| Núcleos   | Habitantes (2014) | Varones | Mujeres |
| --------- | ----------------- | ------- | ------- |
| Cirueña   | 95                | 60      | 35      |
| Ciriñuela | 39                | 24      | 15      |

## Administración
| Periodo   | Nombre                                                 | Partido   |
| --------- | ------------------------------------------------------ | --------- |
| 1979-1983 | Anastasio Fernández Melchor                            | CD        |
| 1983-1987 | Anastasio Fernández Melchor                            | AP        |
| 1987-1991 | Anastasio Fernández Melchor                            | AP        |
| 1991-1995 | Anastasio Fernández Melchor                            | PP        |
| 1995-1999 | Anastasio Fernández Melchor / Bernardo Cañas Sacristán | PP / PSOE |
| 1999-2003 | Anastasio Fernández Melchor                            | PP        |
| 2003-2007 | José Mª Villada Francia / Luis Cañas Cortazar          | PSOE      |
| 2007-2011 | Pedro Jesús Cañas Martínez                             | PP        |
| 2011-2015 | Pedro Jesús Cañas Martínez                             | PP        |
| 2015-2019 | Pedro Jesús Cañas Martínez                             | PP        |
| 2019-2023 | Pedro Jesús Cañas Martínez                             | PP        |

## Economía

### Evolución de la deuda viva
El concepto de deuda viva contempla sólo las deudas con cajas y bancos relativas a créditos financieros, valores de renta fija y préstamos o créditos transferidos a terceros, excluyéndose, por tanto, la deuda comercial.
Entre los años 2008 a 2014 este ayuntamiento no ha tenido deuda viva.